# 세인트 메리스 스타디움
세인트 메리스 스타디움(St Mary's Stadium)은 잉글랜드 사우샘프턴에 위치한 사우샘프턴 FC의 홈구장이다. 이 경기장은 UEFA의 4성급 경기장으로 수용인원은 32,689명이며, 런던을 제외한 잉글랜드 남부에서 가장 큰 축구 경기장이다.